# Иванко
Иванко (буг. Иванко) је био бугарски војсковођа.

## Биографија

### Завера против Асена и Петра
Током бугарског устанка, Иванко је био сарадник вођа побуне Јован Асен I и његовог брата Петра, заједно са њима је кренуо у освајање византијских територија. Бугари освајају Софију и Ниш 1191. године, а Београд 1195. године. По повратку је Иванко убио цара Јована I Асена. Разлог за то је, наводно, афера коју је Иванко имао са сестром царице Елене. Иванко одлази на састанак по савету родбине наоружан мачем, а дворска стража га прима у краљеве одаје. У свађи која је избила, цар Јован Асен I је посегнуо за мачем, али га је Иванко претекао и смртно га ранио. Стражар га поново пушта да оде. Византијски хроничар Никита Хонијат не крије да су у догађај били умешани многи бојари из Тарнова и заробљени византијски севастократор Исак Комнин, који је у време догађаја био преминуо. Пре тога, међутим, подстиче Иванка на заверу обећавајући му византијску помоћ и брак са ћерком Теодором. У Трнову је остварена бојарска завера у којој је постојала и „римска веза“. Године 1197. Иванко се оженио Теодором Анђел, ћерком севастократора Исака Комнина Ватаца. Иванко се у почетку борио за деду своје веренице/жене цара Алексија III Анђела, али је касније променио страну. Узео је византијско име "Алексије".
Иванко и завереници нису успели да успоставе своју власт ван Трнова, угрожени од царевог брата Петра и њиховог млађег брата Калојана. Иванко се за помоћ обраћа византијском цару Алексију III Анђелу. Византијци су два пута покушали да помогну завереницима, али нису успели јер су војници одбили да пређу страшни Балкан. За Иванка, његовог брата Миту и остале људе из овог круга постоји само један излаз - бекство у Византију. Трново су заузеле трупе цара Петра и његовог брата Калојана. Неколико месеци након тога, завереник је убио и цара Петра. Калојан ступа на царски престо.

### Цар - узурпатор
После бекства у Византију, Иванка је примио цар са почастима. Поново је крштен и добио царско име Алексије, након тога је постављен за гувернера Пловдивске области. Ожењен је 4-годишњом царевом унуком Теодором Анђел. Оно што Иванко-Алексиј ради као гувернер Пловдивске области показује да он није издајник у правом смислу те речи, већ човек гладан власти. Сакупио је војску Бугара, обновио локалне тврђаве и почео да се осамостаљује од византијског туторства. После свог ступања на престо 1197. године, цар Калојан је успео да привуче Иванка на своју страну против Византије.
Савез цара Калојана и Иванка толико је опасан за Византију да им не преостаје ништа друго него да униште кнежевину. Супротно очекивањима, 1198. године, у бици код села Баткун, побуњеник је успео да порази одред протостратора Манојла Камице који је овом приликом заробљен. После тога је послао заробљеника у Тарново, освојио је Родопску област и стигао до јужних обронака планине. Убрзо затим, Тарновски цар је "допустио" другом савременом бугарском побуњенику - Добромиру Хрсу - да откупи Манојла Камица. Протостратор је одмах са великом ревношћу ушао у рат са својим сународницима. Тако је Калојанов план функционисао ефикасно. Док су се Византинци обрачунавали са Иванком и одбијали нападе Манојла Камице у јужној Македонији и копненој Грчкој, бугарски цар је заузео и разорио тврђаву Констанцију у Тракији. На Ускрс следеће године цар Калојан је заузео Варну.
Римљанима није преостало ништа друго него да своју чувену издају спроведу у дело. Године 1200. цар је Иванку понудио сусрет, али је Бугарин, који је добро познавао византијске обичаје, одбио. Он поставља своје услове: да му се пошаље малолетна невеста, да му се да царска хрисовуља, којом ће му бити призната имовина, и да се цар закуне над Библијом да му неће наудити. Римљани прихватају, и да би све било што аутентичније, дају Иванку препис Светог писма на коме је положена заклетва. Али ни Иванко, који се истиче не само физичком снагом већ и интелигенцијом, не слути докле римски цар може да иде да би се обрачунао с њим. Када дође до састанка, Иванко бива ухваћен и окован. Претпоставља се да је убијен или је живот завршио у тамници.
Године 1200. Иванков зет Алексије Палеолог и Теодор I Ласкарис нападају Бугарску. Иванко је заробљен и одведен у Цариград.